# Plano completo de Süseon

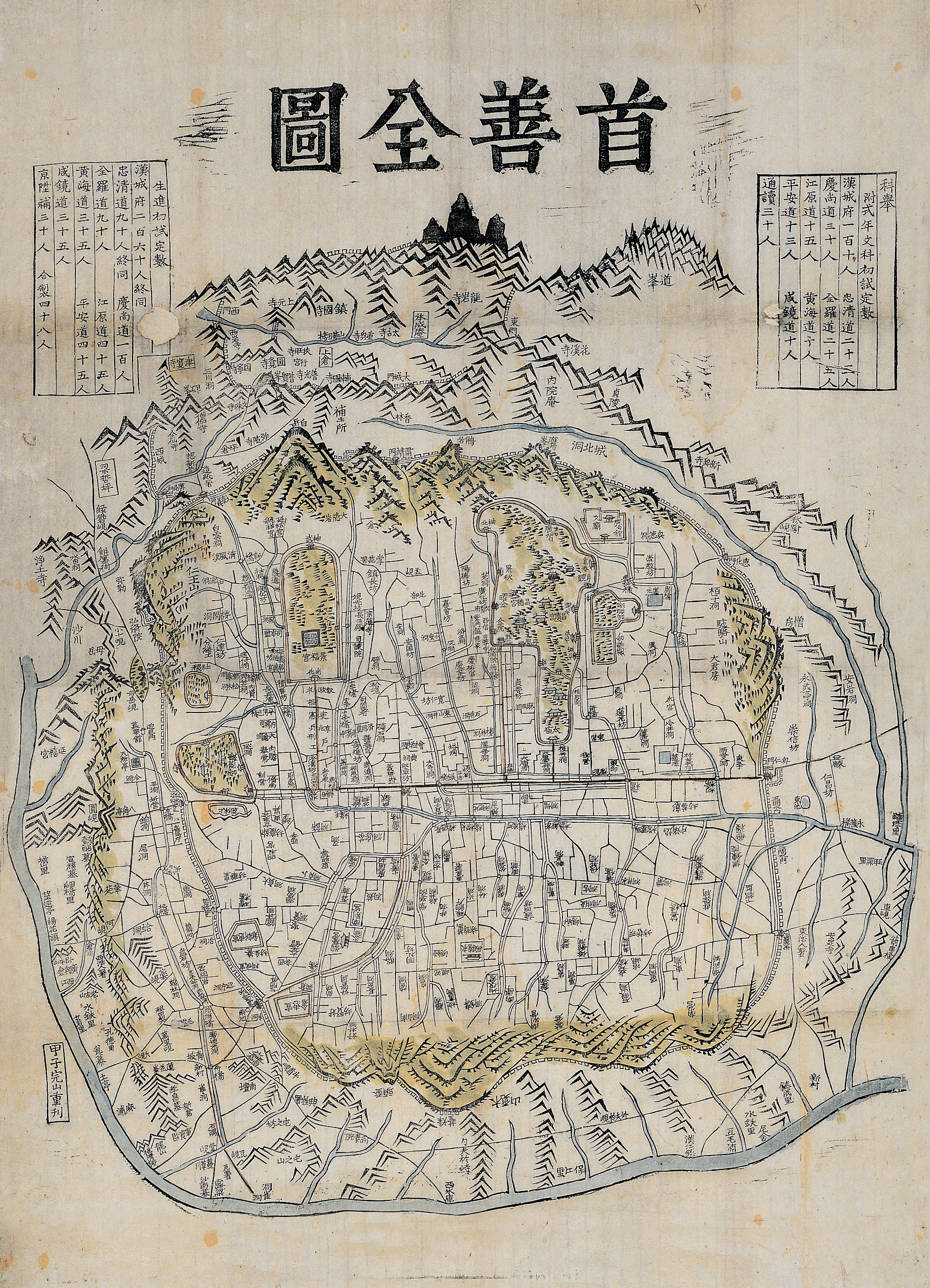
El plano completo de Süseon (수선전도)

El plano completo de Süseon o mapa completo de Seúl (en alfabeto hangul:수선전도 목판, en hanja: 首善全圖木板) es un mapa coreano realizado mediante la técnica de la xilografía por Kim Jeong-ho (김정호), entre el año 1824 y el 1854, bajo el reinado de Sunjo. Se hicieron varias copias, y se cree que, teniendo en cuenta el contenido, la composición y las pinceladas, el mapa fue elaborado basándose en un mapa anterior llamado incluido en el mapa Cheonggudo también de Kim Jeong-ho. En este contexto, Süseon se refiere a Hanyang, actualmente la ciudad de Seúl.
Con el conocimiento actual, se considera la obra más completa y precisa, ya que describe detalladamente la geografía de la capital, incluyendo montañas, aldeas e incluso los templos. Debido a su calidad, la xilografía se incorporó al tesoro nacional de Corea del Sur con el número de referencia 853.
Hacia el año 1892 se realizó una copia a bolígrafo para, según se cree, su uso por parte de misioneros estadounidenses. Como los mapas de Seúl escritos en alfabeto hangul son poco comunes, y debido a que proporciona información detallada sobre los topónimos de la capital Hanyang, a finales de la dinastía Joseon, siglo XIX; y a que tiene valor cartográfico, histórico y lingüístico, fue designado el 11 de febrero de 2010, como Bien Cultural Tangible No. 296 por el Gobierno Metropolitano de Seúl.